# Новобелая (Луганская область)
Новобелая (укр. Новобіла) — село в Новопсковском районе Луганской области Украины.

## История
Слобода Ново-Белинская являлась центром Ново-Белинской волости Старобельского уезда Харьковской губернии Российской империи.
После провозглашения независимости Украины село оказалось на границе с Россией, здесь был оборудован пограничный переход, который находится в зоне ответственности Луганского пограничного отряда Восточного регионального управления ГПСУ.
Население по переписи 2001 года составляло 2040 человек.
18 февраля 2015 года по распоряжению Кабинета министров Украины пограничный переход был закрыт.

## Местный совет
92310, Луганська обл., Новопсковський р-н, с. Новобіла, вул. 40 років Перемоги, 1  (укр.)

## Известные уроженцы
- 1907 — уроженец слободы  Ново-Белинка, крестьянин А. С. Лопатин был избран депутатом Государственной думы II созыва от Харьковской губернии.